# 真鈴峠
真鈴峠（ますずとうげ）は、徳島県三好市三野町太刀野山と香川県仲多度郡まんのう町の境界にある峠。標高約640m。

## 地理
徳島県三好市三野町太刀野山と香川県仲多度郡まんのう町勝浦との県境にある峠。峠道は真鈴街道と呼ばれ、阿讃の峠道の中で吉野川に最も近いため、江戸時代から讃岐への近道としてよく利用されていた。
峠名の由来については、峠東側の真鈴集落（まんのう町）には昔水がなく、弘法大師が通りかかって杖で掘ったところ水が湧き出たという、いわゆる弘法伝説によりこの地を増水と呼ぶようになり、転じて真鈴の字を当てたのではないかという説がある。大正10年に峠の400m南に両県を結ぶ村道が開通。また、香川県道・徳島県道108号勝浦三野線が峠の南東約1.5kmにある滝ノ奥峠を通り、改修が進んでいる。